# Rooi Congo
Rooi Congo – miejscowość (plaats) i strefa (zone) w regionie Sint Nicolaas-Noord w południowej części kraju autonomicznego Aruba, należącego do Holandii, w Ameryce Południowej. 1 stycznia 2020 r. liczyła 2282 mieszkańców. Jest największą strefą w regionie. 

## Podział administracyjny
W skład strefy wchodzi jedna miejscowość:
- Rooi Congo

## Demografia
Strefa liczy 2282 mieszkańców (1 stycznia 2020).
| Kobiety | Mężczyźni |
| ------- | --------- |
| 1082    | 1200      |